# Tandem (film, 1987)
Tandem je francouzský hraný film z roku 1987, který režíroval Patrice Leconte. Snímek měl světovou premiéru 17. června 1987.

## Děj
Michel Mortez je rozhlasový moderátor, který cestuje po Francii a již více než 25 let moderuje pořad La Langue au chat. Spolu s ním jezdí zvukový inženýr Rivetot, který se dozví, že program bude zrušen. Z přátelství a náklonnosti k Mortezovi se to před ním rozhodne skrývat, zatajuje dopisy a telefonáty až do té míry, že simuluje program, který se ve skutečnosti nevysílá.
Když se Mortez dozví o konci svého pořadu, společně se vrátí do Paříže a podaří se jim dosáhnou úpravy vysílání, takže jejich program nyní běží každé dva dny. Mortez je však už po letech unavený během živého vysílání odejde. Po několika měsících ho Riverot potká v nákupním centru, kde má v supermarketu živé vystoupení. On sám byl vyhozen ze stanice a Mortez mu nabídne, že ho může doprovázet na cestách. Společně se znovu vydají po Francii.

## Obsazení
| Gérard Jugnot           | Rivetot                         |
| Jean Rochefort          | Michel Mortez                   |
| Sylvie Granotier        | knihkupkyně                     |
| Julie Jézéquel          | servírka v hotelu La Gare       |
| Jean-Claude Dreyfus     | městský radní                   |
| Ged Marlon              | muž na pikniku                  |
| Marie Pillet            | ředitelka hotelu Commerce       |
| Albert Delpy            | muž s červeným psem             |
| Gabriel Gobin           | starý barman                    |
| Philippe Dormoy         | reportér                        |
| Jacques Rousselot       | panVaillant                     |
| Jean-François Dumeniaud | ředitel hotelu Commerce         |
| Françoise Baut          | paní Meurisse                   |
| Eric Bérenger           | novinář                         |
| Marilyne Even           | servírka v hotelu Grands Hommes |
| Catherine Ferrière      | recepční v hotelu Trois Frères  |
| Richard Fiardo          | opravář výtahů                  |
| Nathalie Frémont        | dívka na pódiu                  |
| Mélanie Merkl           | dívka na pódiu                  |
| Sylvie Herbert          | ředitel hotelu La Gare          |

## Ocenění
- César: nejlepší filmový plakát (Stéphane Bielikoff), nominace v  kategoriích nejlepší film, nejlepší herec (Gerard Jugnot a Jean Rochefort), nejlepší režie (Patrice Leconte), nejlepší původní scénář nebo adaptace (Patrick Dewolf a Patrice Lecont)